# Ussovka
Ussovka (en rus: Усовка) és un poble de l'óblast d'Omsk, a Rússia, que en el cens del 2010 tenia 827 habitants. Pertany al districte rural de Mariànovka.